# Pont de la rue Gazan
Pour les articles homonymes, voir Gazan.
Le pont de la rue Gazan est un pont routier de Paris, en France, franchissant l'ancienne ligne de Petite Ceinture.

## Caractéristiques
Le pont franchit la Petite Ceinture, dans le sud-ouest du 14e arrondissement de Paris, au débouché de la rue Gazan sur les rues de la Cité-Universitaire et Liard. À cet endroit, l'ancienne ligne de Petite Ceinture passe au travers des îlots d'habitation en tranchée.
Outre la voie de circulation, le pont, long d'environ 45 m et légèrement en courbe, soutient également une partie du parc Montsouris : un morceau du parc, un talus et des arbres. Le pont ressemble pratiquement à un petit tunnel.
L'ouvrage est constitué d'une arche en plein cintre en maçonnerie, s'appuyant sur la tranchée de la Petite Ceinture.

## Historique
Le pont actuel date des années 1863-1866.
La ligne de Petite Ceinture est mise hors service en 1934 et le pont ne connait à partir de cette date qu'une circulation ferroviaire sporadique.